# Valencijské království
Valencijské království (valencijsky Regne de València, španělsky Reino de Valencia, latinsky Regnum Valentiae) byl územní celek (provincie) Aragonské koruny v letech 1238–1707, kterému vládli aragonští králové jako králové valencijští. Hlavním městem byla Valencie, kterou v roce 1238 dobyl král Jakub I. Aragonský a ukončil tak existenci muslimského taifského království. Valencijské království se nacházelo na jižním pobřeží Pyrenejského poloostrova. V roce 1707 bylo zrušeno Filipem V. Dekrety z Nueva Planta. V současnosti se na jeho místě nachází autonomní území zvané Valencijské společenství s Provincií Valencie.

## Historie

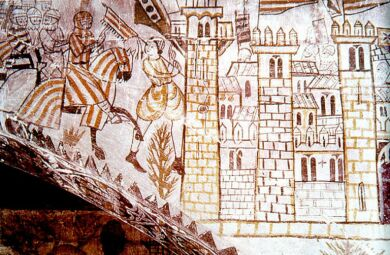
Jakub I. vstupuje do Valencie 9. října 1238

V roce 1238 král Jakub I. Aragonský dobyl Valencii, které vládli Arabové od roku 711. Půdu rozdělil mezi šlechtu, která se účastnila jeho tažení. Jakub zavedl nové zákony, takzvané valencijské furs (španělsky fueros), jejichž platnost se rozšířila na celé Valencijské království.
Platnost furs ukončil v 18. století španělský král Filip V., mělo jít o trest za to, že se Valencie spojila s císařem Karlem VI. ve válce o dědictví španělské.

## Symbolika

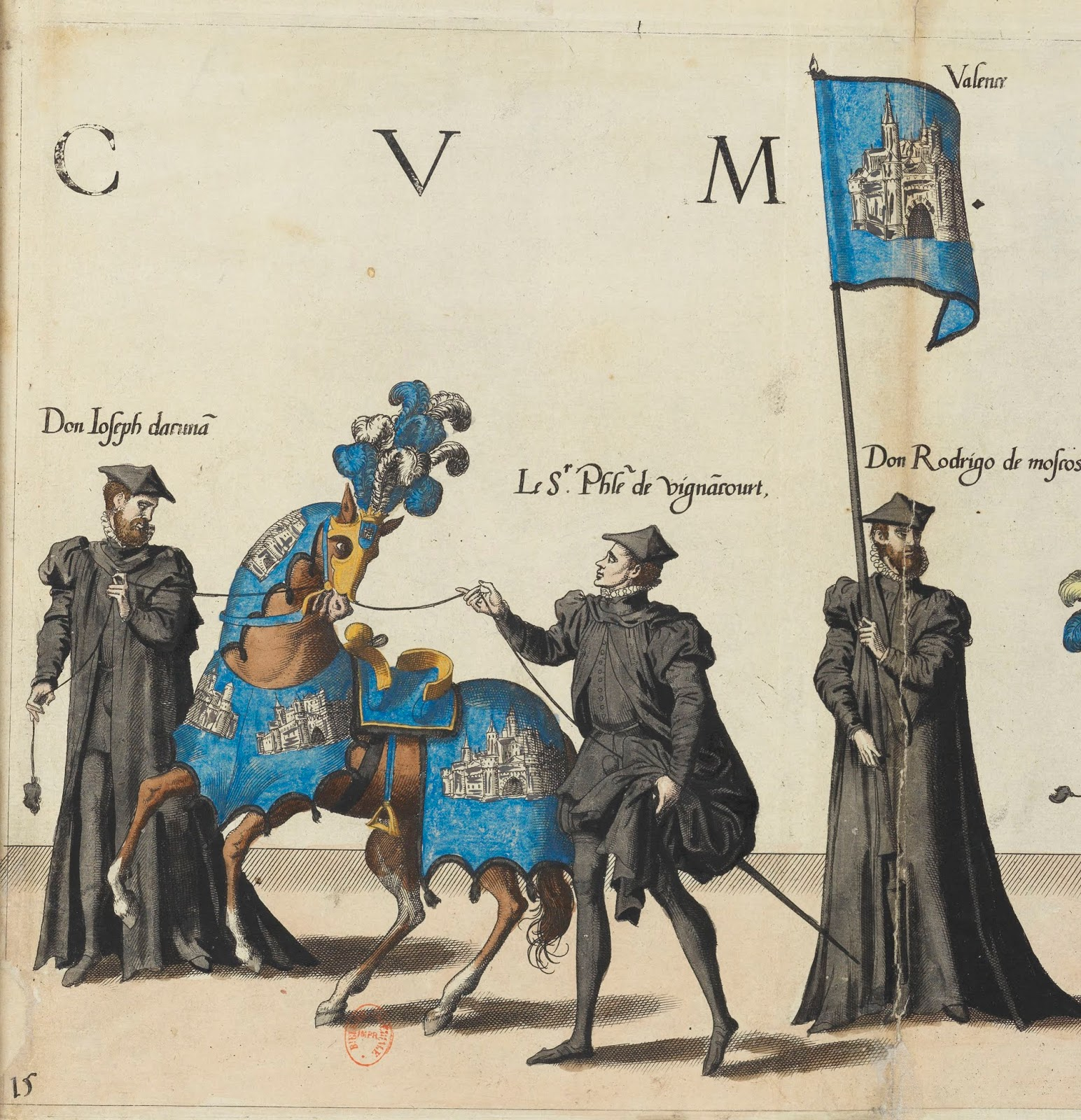
Valencijská symbolika

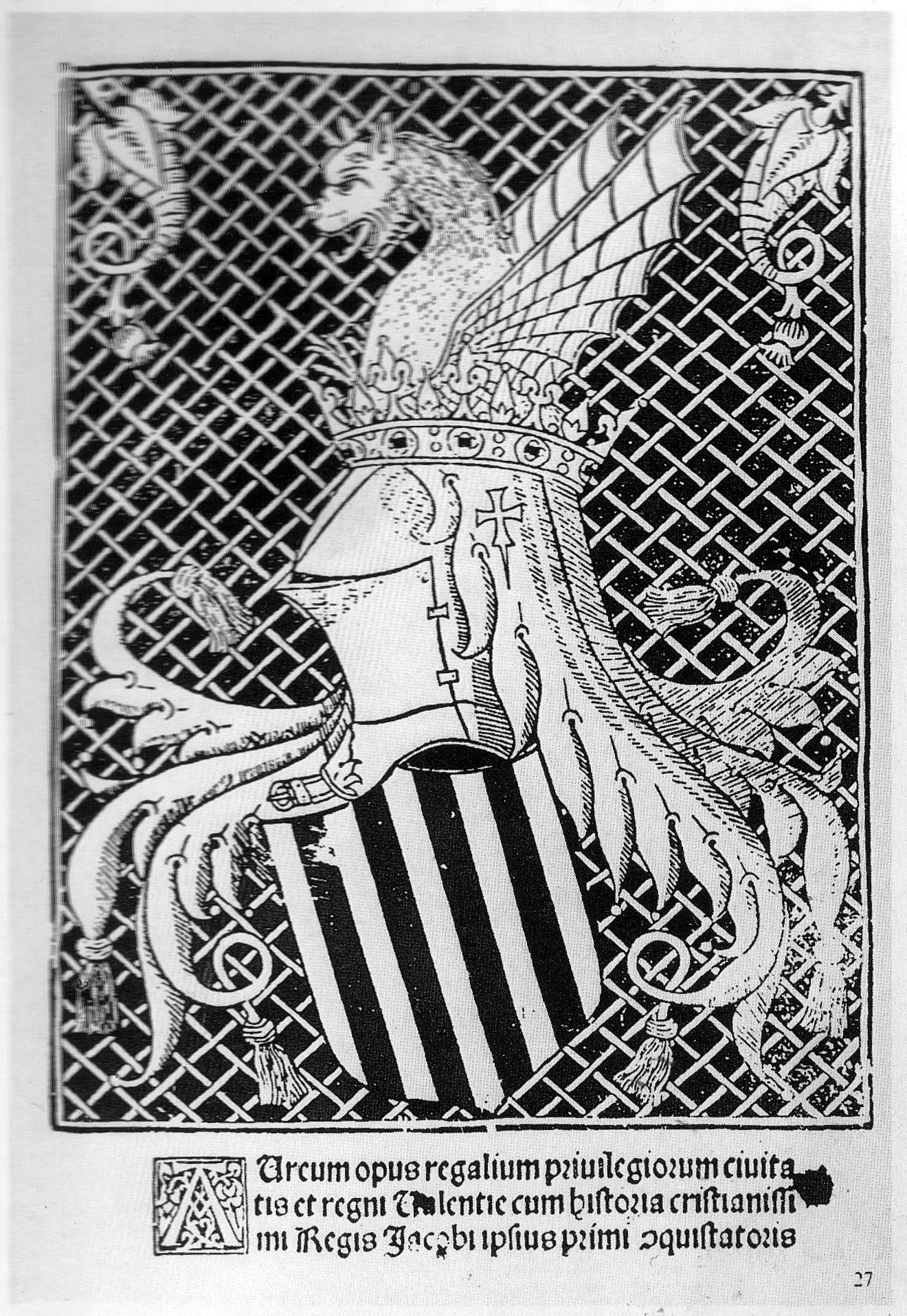
Znak na obálce prvilegií věnované městu a království

Valencijské heraldické symboly byly různé a často přejímaly aragonské. Pro království byl používán znak aragonských králů a od roku 1377 zejména jeho diagonální varianta. Zároveň se jako znak království exkluzivně používal odlišný erb se symbolickým vyjádřením města na modrém poli, který byl současně znakem městským a byl spjat se samotnou Valencií.

znaky spjaté s královstvím Valencie:
14. století
16.–18. století
z roku 1668
diagonální znak Aragonu používán také Valencií
znak králů Aragonu používán také Valencií

historické vlajky:
prapor Jakuba I. při dobývání Valencie
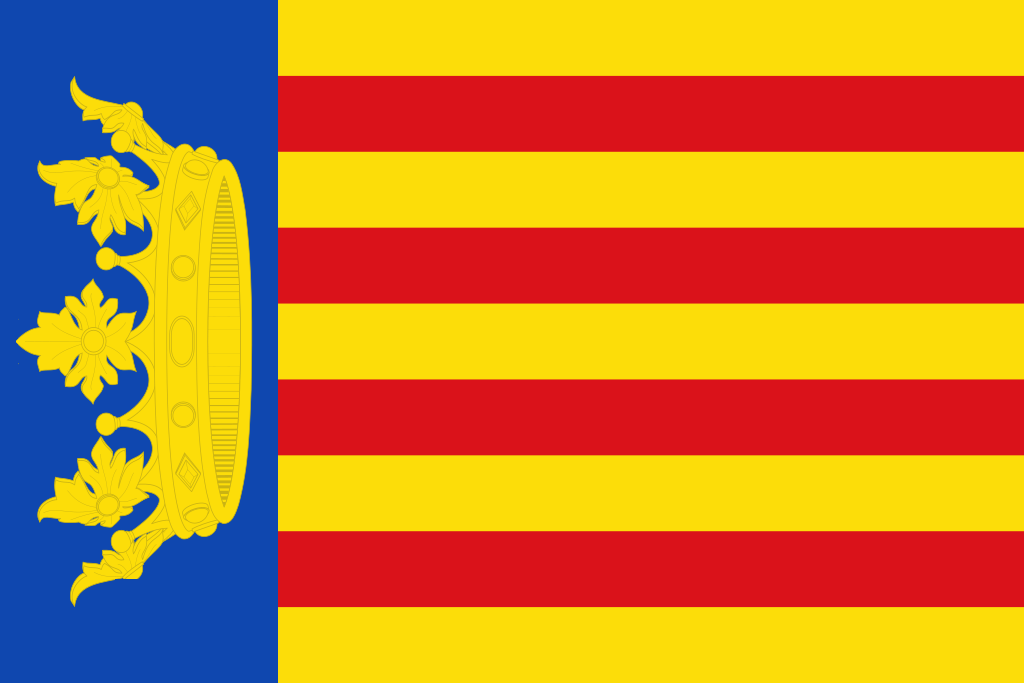
vlajka města od roku 1449
16. století